# Фауна Ирана

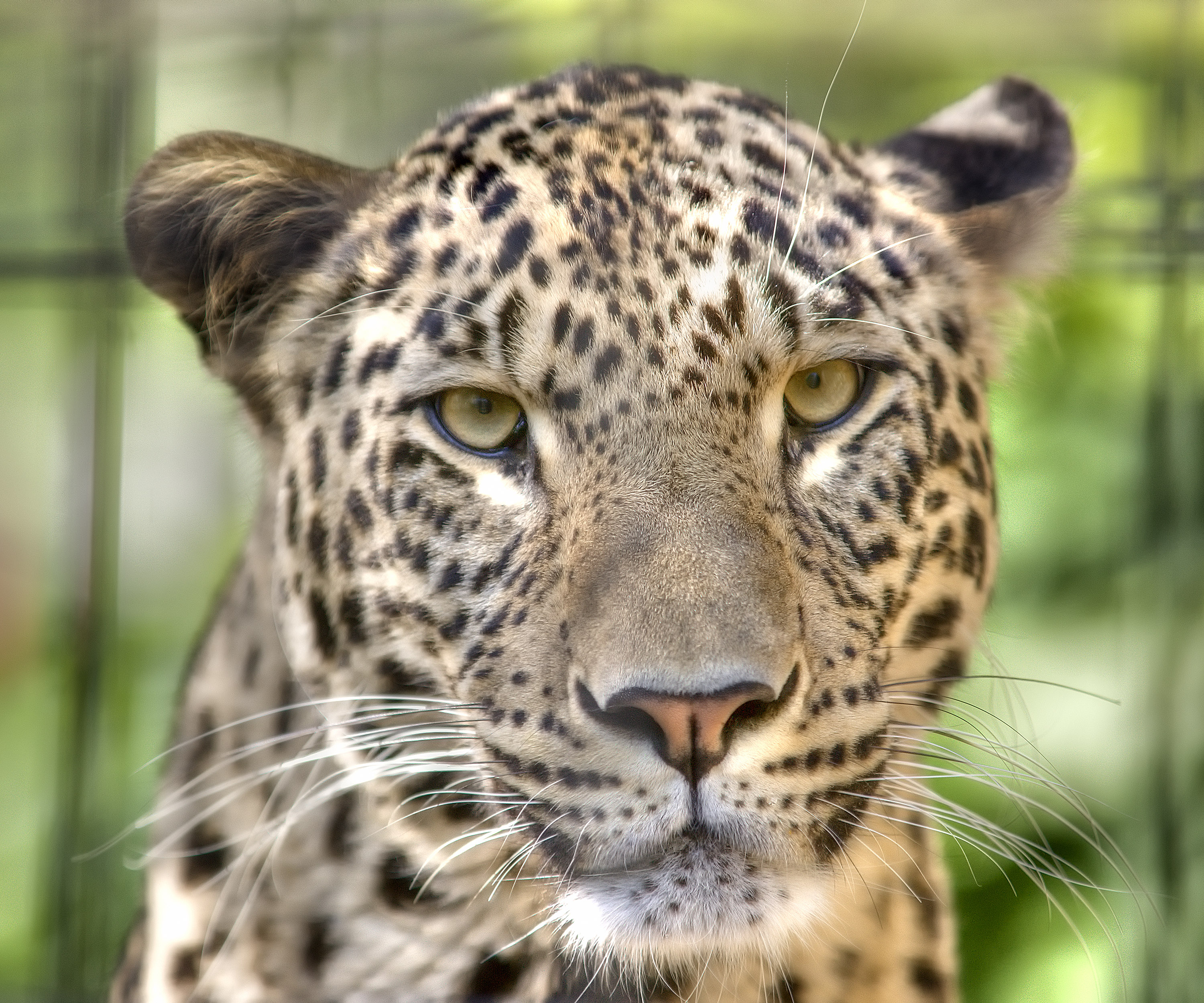
Персидский леопард — вид хищных млекопитающих Ирана

Животный мир Ирана богат. С целью сохранения его видового разнообразия созданы около 30 заказников. Широко распространены копытные. Среди них особенно выделяются джейран, козерог, иранская лань, горный баран уриал, бородатый козел, муфлон, кулан, обыкновенная газель, кабан. В горах встречаются бурый и белогрудый медведь. Характерны такие хищники, как леопард, камышовая кошка, манул, шакал, волк, полосатая гиена, каракал, встречаются гепард, обыкновенный мангуст. Многочисленны грызуны и птицы (рябки, куропатки, дрофа-красотка, каспийский улар, тупач, серый франколин, кеклик, канюк-курганник, белый аист, серый журавль, стрепет и др.). Многие птицы гнездятся и зимуют в Иране. Особенно богата орнитофауна побережий Каспийского моря и Персидского залива (фламинго, пеликаны, кулики, гуси, утки, мраморный чирок и др.). Богата фауна пресмыкающихся. В пойме р. Сербаз в Белуджистане водится болотный крокодил. В прибрежных водах Персидского залива водятся зеленые морские черепахи. Воды Каспийского моря и Персидского залива изобилуют ценными видами промысловых рыб.

## Млекопитающие

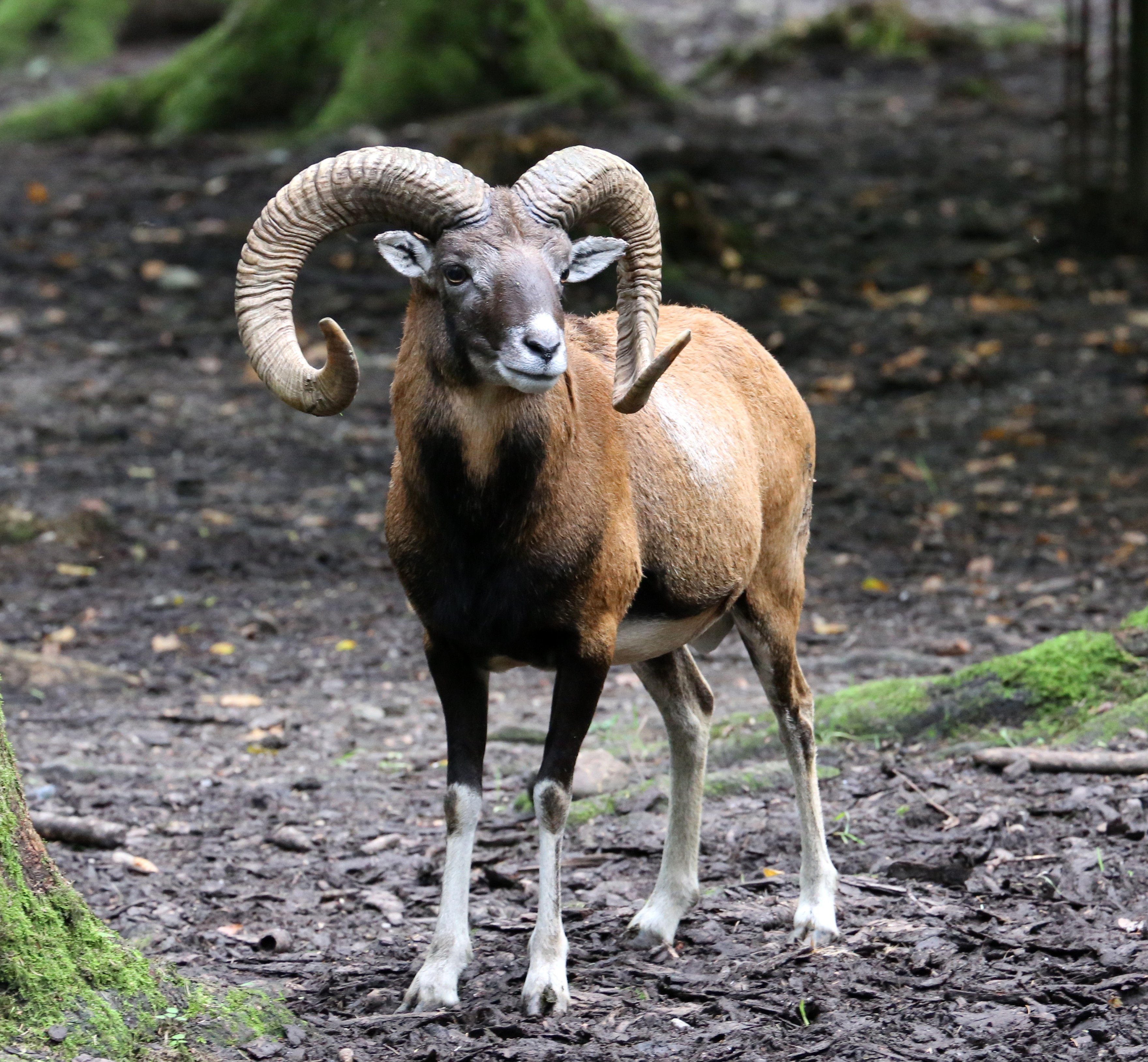
Закавказский горный баран

Млекопитающую фауну Ирана составляют 34 вида летучих мышей, индийский серый мангуст, яванский мангуст, обыкновенный шакал, волк, лисица, леопард, рысь, бурый медведь, гималайский медведь. К копытным относятся кабан, уриал, армянский муфлон, благородный олень и джейран. Среди одомашненных животных — овцы, козы, коровы, лошади, буйволы, ослы и верблюды

## Птицы
Орнитофауны Ирана включают в себя в общей сложности 551 видов, из которых два являются эндемичными, три были введены людьми и четырнадцать являются редкими или случайными. Один из видов, перечисленных в истреблены в Иране и не учитываются при подсчете видов. Девятнадцать видов во всем мире под угрозой.

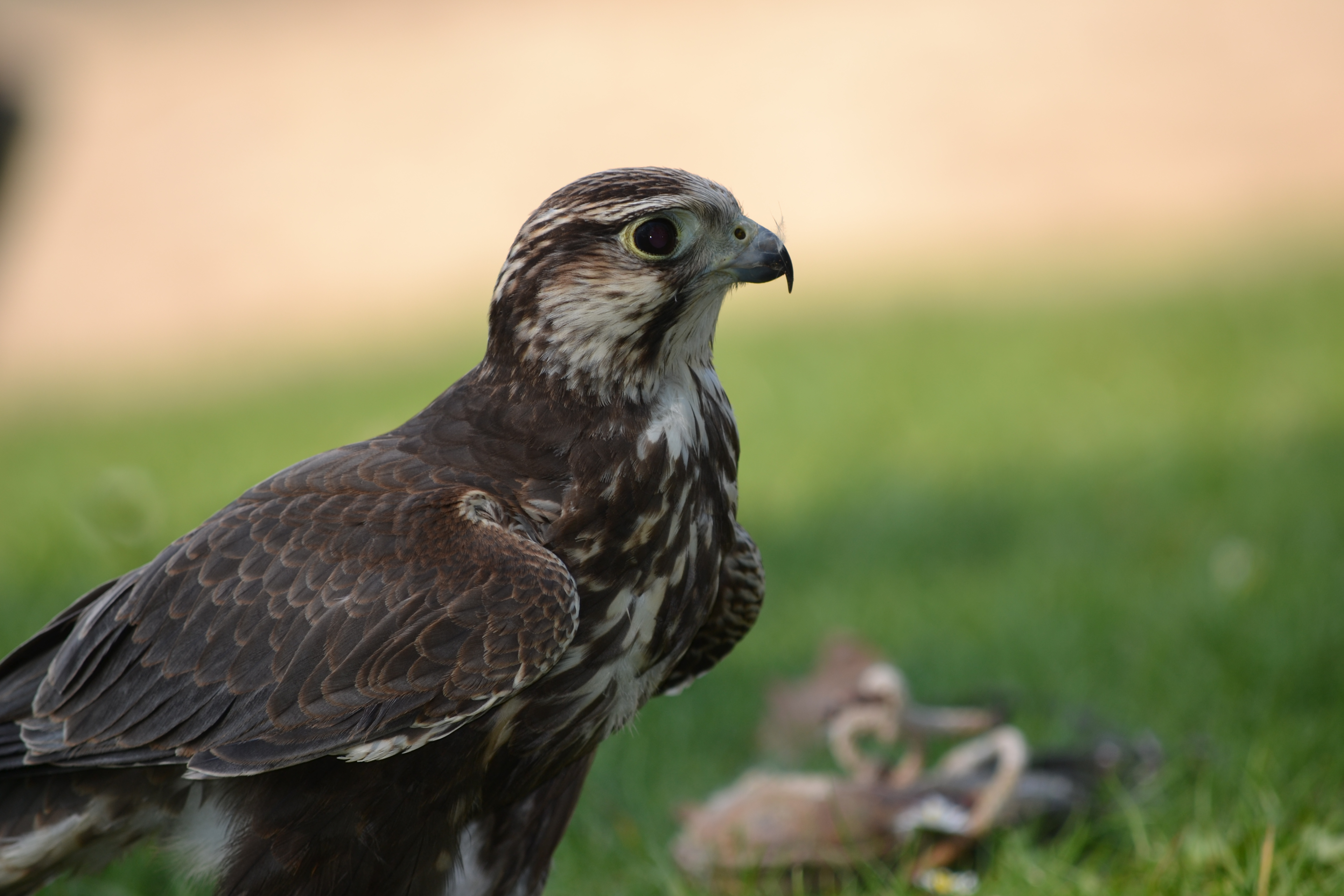
Сокол — балобан